# Octoglena prolata
Octoglena prolata är en mångfotingart som beskrevs av Shelley 1996. Octoglena prolata ingår i släktet Octoglena och familjen Hirudisomatidae. Inga underarter finns listade i Catalogue of Life.